# Ahrensberg (Sackwald)
Der Ahrensberg ist mit 374 m Höhe der höchste Berg des Sackwalds im Landkreis Hildesheim, Niedersachsen (Deutschland). 

## Geographie
Der stark bewaldete Ahrensberg erhebt sich im Leinebergland, einem Teil des Niedersächsischen Berglands. Er befindet sich im Sackwald, der zwischen Alfeld an der Leine im Nordwesten und dem etwas entfernten Bad Gandersheim im Südosten liegt. Innerhalb dieses Waldgebiets ragt er südwestlich von Woltershausen bzw. nordöstlich von Everode empor. 

## Wasserscheide
Der Ahrensberg liegt auf der Wasserscheide zwischen Leine im Westen und Innerste im Norden. Das Wasser aller Fließgewässer, die von seinen Flanken nach Westen fließen, mündet über den kleinen Meierbach in die Leine, das Wasser der nach Osten und Nordosten fließenden Bäche mündet über Riehe und Lamme in die Innerste.

## Ortschaften
Zu den Ortschaften nahe dem Ahrensberg gehören: 
- Everode im Einzugsgebiet des Meierbachs bzw. Leine, südwestlich des Ahrensbergs
- Woltershausen im Einzugsgebiet von Riehe, Lamme bzw. Innerste, nordöstlich des Ahrensbergs

Koordinaten: 51° 57′ 44″ N, 9° 56′ 4″ O